# Isla de Yas
La isla de Yas (árabe: جزيرة ياس) es una isla artificial en Abu Dabi, Emiratos Árabes Unidos.

## Descripción
La isla es el lugar elegido para un proyecto de desarrollo promovido por Aldar Properties con un presupuesto de unos 40 000 millones de dólares. Ocupa una superficie total de 2 500 hectáreas, de las cuales 1 700 hectáreas se reservan para el desarrollo. La isla cuenta con atracciones como el Circuito Yas Marina que se utiliza para el Gran Premio de Abu Dabi de Fórmula 1, el parque temático Ferrari World Abu Dabi, anexo al anterior, un parque temático de la Warner Bros llamado Movie World y hoteles singulares, un parque acuático y una zona de desarrollo al por menor para Abu Dabi de 300 000 metros cuadrados, zonas verdes, campos de golf, hoteles laguna, marinas, clubes de polo, apartamentos, villas y numerosos puntos de venta de alimentos y bebidas construidos con el objetivo de crear un destino turístico internacional.[cita requerida]